# Gadomus
A Gadomus a sugarasúszójú halak (Actinopterygii) osztályának a tőkehalalakúak (Gadiformes) rendjébe, ezen belül a hosszúfarkú halak (Macrouridae) családjába tartozó nem.

## Rendszerezés
A nembe az alábbi 13 faj tartozik:
- Gadomus aoteanus McCann & McKnight, 1980
- Gadomus arcuatus (Goode & Bean, 1886)
- Gadomus capensis (Gilchrist & von Bonde, 1924)
- Gadomus colletti Jordan & Gilbert, 1904
- Gadomus denticulatus Gilbert & Hubbs, 1920
- Gadomus dispar (Vaillant, 1888)
- Gadomus filamentosus (Smith & Radcliffe, 1912)
- Gadomus introniger Gilbert & Hubbs, 1920
- Gadomus longifilis (Goode & Bean, 1885) - típusfaj
- Gadomus magnifilis Gilbert & Hubbs, 1920
- Gadomus melanopterus Gilbert, 1905
- Gadomus multifilis (Günther, 1887)
- Gadomus pepperi Iwamoto & Williams, 1999